# Ruuttijärvi (Tärendö socken, Norrbotten)
Ruuttijärvi är en sjö i Pajala kommun i Norrbotten och ingår i Kalixälvens huvudavrinningsområde.